# 조반 (여말선초)
조반(趙胖, 1341년~1401년)은 고려 말 조선 초의 문신이다. 본관은 배천(白川)이다.

## 생애
1341년 서해도 백주(白州)에서 조세경(趙世卿)의 아들로 태어났다. 12세에 아버지를 따라 북경(北京)에 가서 매부인 단평장(段平章)의 집에 있으면서 한문과 몽고어를 배웠다. 이후 원나라 승상 탈탈(脫脫)의 인정을 받아 중서성역사(中書省譯史)가 되었다. 1368년(공민왕 17년) 아버지가 늙어 환국하였다.
1382년(우왕 8년) 판도판서(版圖判書)로서 하정사 겸 주청사가 되어 명나라에 가서 시호와 승습을 청했고, 돌아와 밀직부사가 되었다. 1385년에도 사은사(謝恩使)로 명나라에 가서 시호와 승습을 청하고 돌아왔다. 이 때 고려 조정에서 전횡을 일삼던 염흥방의 종인 이광(李光)이 자기 땅을 빼앗자 이광을 죽였다.
이에 염흥방에 의해 투옥되었으나, 이 일은 정치적인 사건으로 발전하여 최영(崔瑩)과 사전 협의를 한 우왕의 명으로 조반은 석방되고 당시 전횡을 일삼던 임견미(林堅味)과 염흥방 일당이 처형되는 무진피화(戊辰被禍)가 일어나게 되었는데 사람들은 정월에 처벌했다고 정월지주(正月之誅)라고 부르기도 한다.
이후 고려 조정에서 지밀직사사(知密直司事)를 지내다가 1392년 음력 7월 17일에 조선 개국에 참여하여 2등공신에 녹훈(錄勳)되고 지중추원사(知中樞院事)에 임명되었으며 부흥군(復興君, 복흥군)에 봉해졌다. 천추사(千秋使)로서 명나라와 조선을 자주 오갔다. 판중추원사(判中樞院事)와 참찬문하부사(參贊門下府事) 등을 지냈고 1401년 세상을 떠났다. 시호는 숙위(肅魏)라 하였다.

## 활동
조반은 염흥방의 모함에 의한 무고로 발생했던 1388년의 ‘조반의 난’ 이후 동지밀직사사·개성윤에 제수됐다. 우왕과 창왕을 거쳐 1389년, 공양왕이 왕위에 오르자 순안군(順安君) 왕방(王昉)과 함께 명나라에 가서 왕의 즉위를 알렸다. 이 때 윤이(尹彛)·이초(李初) 등의 본국에 대한 무고 사실을 명황제에게 잘 설명하여 의심을 풀게 하였다. 다음해 돌아와 윤이와 이초의 사건을 보고하여 관련된 인물로 알려진 이색(李穡) 등 수십 명이 피해를 당하는 옥사를 일으켰다.
1391년 공전(公田)을 함부로 빼앗아 성헌(省憲)의 탄핵을 받고 관직이 삭탈되어 죽림(竹林)으로 귀양갔으나 곧 풀려나, 1392년 지밀직사사(知密直司事)가 되었다. 조선 개국 후에는 개국공신 2등에 책록되고 복흥군(復興君)에 봉해졌으며, 지중추원사가 되었다. 또한, 백관(百官)의 장문(狀文)을 가지고 조선 개국의 사실을 알리러 명나라에 갔다가 석달 만에 돌아왔다.
1394년(태조 3) 6월 이방원(李芳遠)과 함께 명나라에 표문(表文)을 올렸고, 11월에는 이방원을 수행하여 재차 명나라에 다녀왔다. 1395년 판중추원사에 제수되었다가, 상의문하부사(商議門下府事)를 거쳐 참찬문하부사(參贊門下府事)에 이르렀다. 1396년과 1397년에도 하정사로서 명나라에 갔으나, 등주(登州)에서 제왕(齊王)의 방해로 다음해에 돌아왔다.

## 조반이 등장하는 작품
- 《개국》(KBS, 1983년~1983년, 배우:박칠용)
- 《추동궁 마마》(MBC, 1983년~1983년, 배우:최상훈)
- 《정도전》(KBS, 2014년~2014년, 배우:차기환)
- 《육룡이 나르샤》(SBS, 2015년~2016년, 배우:한갑수)

## 자손
- 조서로(趙瑞老)
- 조서강(趙瑞康)
- 조서안(趙瑞安)

## 같이 보기
- 최영
- 염흥방

## 참고 자료
- 「다시 쓰는 간신열전」, 개혁세력에서 돈벌레가 된 간신(염흥방), 함규진 최용범 저, 페이퍼로드(2007년, 85~86p)